# Мор, Кристиан Отто
Кристиан Отто Мор (нем. Christian Otto Mohr; 8 октября 1835, Вессельбурен — 2 октября 1918, Дрезден) — немецкий инженер и учёный в области теоретической механики и сопротивления материалов.

## Биография
Родился 8 октября 1835 года в городе Вессельбурен на западе герцогства Гольштейн (тогда находившегося в составе Дании) в семье местного землевладельца Иоганна Якоба Мора (нем. Johann Jakob Mohr). В 1851 году поступил в Ганноверскую политехническую школу, где изучал инженерное дело и слушал лекции профессора Морица Рюльмана по прикладной математике и механике.
Окончил политехническую школу в 1855 году, после чего до 1866 года работал инженером на строительстве железных дорог и мостов в Ганновере и Ольденбурге. 
В 1867—1873 гг. — профессор Вюртембергской строительной школы в Штутгарте (там у него учились, в частности, Август Фёппль и Карл фон Бах). Во время работы в строительной школе Мор читал в ней лекции по различным разделам технической механики. Как позднее вспоминал Фёппль, Мор был «прирождённым педагогом»: хотя его лекторская техника была не на высоте, а рисунки на доске выполнены неважно, он умел увлечь студентов, обратив их внимание на свежий и интересный материал, а содержание лекции всегда оказывалось ясным и логически выстроенным.
В 1873—1899 гг. — профессор Королевского Саксонского политехнического института в Дрездене. С 1900 года — в отставке. Скончался в Дрездене 2 октября 1918 года.

## Научная деятельность
Является одним из основоположников графической кинематики. Развивал также методы графической статики (восходящие к К. Кульману). В области сопротивления материалов им был предложен графический метод построения упругой линии в простых и неразрезных балках (в статье 1868 года), разработан метод расчёта неразрезных балок с помощью уравнения трёх моментов (данный метод был ранее предложен Берто и Клапейроном, но обобщён Мором в 1860 г. на случай, когда опоры балки расположены на разной высоте). В 1870 г. Мор предложил графический метод исследования арок, что помогло существенно упростить практику их расчёта.
В 1874 году Мор заново открыл в более общем виде способ вычисления перемещения ферм, предложенный ранее Дж. К. Максвеллом. Несмотря на очевидное авторство Максвелла, эту формул часто называют интегралом Мора.
В 1882 году Мор разработал графический метод анализа напряжений при сложном напряжённом состоянии, известный под названием «круг Мора». Гипотеза Мора о зависимости предельных касательных напряжений от среднего нормального напряжения лежит в основе теории Мора — Кулона.